# Diogo Leite (football)
 (octobre 2018).
Si vous disposez d'ouvrages ou d'articles de référence ou si vous connaissez des sites web de qualité traitant du thème abordé ici, merci de compléter l'article en donnant les références utiles à sa vérifiabilité et en les liant à la section « Notes et références ».
Pour les articles homonymes, voir Leite.
Diogo Filipe Monteiro Pinto Leite, né le 23 janvier 1999 à Porto, est un footballeur international portugais. Il évolue au poste de défenseur central à l'Union Berlin.

## Biographie

### En club
Fin de saison 2017-2018 : à la suite de belles prestations avec l'équipe réserve du club (FC Porto B), Diogo Leite est promu dans l'effectif principal et préparé par Sérgio Conceição pour le poste de titulaire aux côtés de Felipe, laissé vacant par Iván Marcano. Le 4 août 2018, il fait ses grands débuts lors de la Supercoupe du Portugal et remporte son premier titre. Il inscrit, le 19 août 2018, son premier but en championnat face à Belenenses lors de la victoire 3-2 de son équipe. Il perd ensuite son poste de titulaire au profit d'Éder Militão et alterne depuis entre les U19, le FC Porto B et matchs de coupes nationales avec la A.
Il rejoint définitivement l'Union Berlin fin mai 2023 pour un montant de 7,5M d'euros en provenance du FC Porto.

### En équipe nationale
Avec les moins de 17 ans, il participe au championnat d'Europe des moins de 17 ans en 2016. Lors de cette compétition, il joue cinq matchs. Le Portugal remporte le tournoi en battant l'Espagne en finale après une séance de tirs au but.
Par la suite, avec les moins de 19 ans, il participe au championnat d'Europe des moins de 19 ans en 2017. Lors de cette compétition, il ne joue qu'un seul match, face à la Suède. Le Portugal s'incline en finale contre l'Angleterre. En mars 2023, lors de l’annonce la première liste de Roberto Martinez à la tête de la sélection portugaise, Diogo Leite est appelé pour la première fois avec la sélection A du Portugal pour les deux matchs de qualification de l’Euro 2024.

## Statistiques
| Saison                | Club                  | Championnat           | Championnat | Championnat | Coupe nationale | Coupe nationale | Coupe de la Ligue | Coupe de la Ligue | Supercoupe | Supercoupe | Compétition(s) continentale(s) | Compétition(s) continentale(s) | Compétition(s) continentale(s) | Total | Total |
| Saison                | Club                  | Division              | M.          | B.          | M.              | B.              | M.                | B.                | M.         | B.         | Comp.                          | M.                             | B.                             | M.    | B.    |
| 2018-2019             | FC Porto              | Primeira Liga         | 3           | 1           | -               | -               | 1                 | 0                 | 1          | 0          | C1                             | 1                              | 0                              | 6     | 1     |
| 2019-2020             | FC Porto              | Primeira Liga         | 9           | 0           | 6               | 0               | 2                 | 1                 | -          | -          | C3                             | 1                              | 0                              | 18    | 1     |
| 2020-2021             | FC Porto              | Primeira Liga         | 19          | 1           | 2               | 0               | 2                 | 0                 | 1          | 0          | C1                             | 3                              | 0                              | 27    | 1     |
| Sous-total            | Sous-total            | Sous-total            | 31          | 2           | 8               | 0               | 5                 | 1                 | 2          | 0          | -                              | 5                              | 0                              | 51    | 3     |
| 2021-2022             | SC Braga (prêt)       | Primeira Liga         | 23          | 0           | 3               | 0               | 2                 | 0                 | -          | -          | C3                             | 6                              | 0                              | 34    | 0     |
| Sous-total            | Sous-total            | Sous-total            | 23          | 0           | 3               | 0               | 2                 | 0                 | 0          | 0          | -                              | 6                              | 0                              | 34    | 0     |
| 2022-2023             | Union Berlin (prêt)   | Bundesliga            | 28          | 0           | 3               | 0               | -                 | -                 | -          | -          | C3                             | 9                              | 0                              | 40    | 0     |
| 2023-2024             | Union Berlin          | Bundesliga            | 28          | 0           | 2               | 1               | -                 | -                 | -          | -          | C1                             | 6                              | 0                              | 36    | 1     |
| Sous-total            | Sous-total            | Sous-total            | 56          | 0           | 5               | 1               | 0                 | 0                 | 0          | 0          | -                              | 15                             | 0                              | 76    | 1     |
| Total sur la carrière | Total sur la carrière | Total sur la carrière | 110         | 2           | 16              | 1               | 7                 | 1                 | 2          | 0          | -                              | 26                             | 0                              | 161   | 4     |

## Palmarès

### En sélection
Portugal -17 ans
- Vainqueur du championnat d'Europe des moins de 17 ans en 2016.

 Portugal -19 ans
- Finaliste du championnat d'Europe des moins de 19 ans en 2017.

 Portugal espoirs
- Finaliste du championnat d'Europe espoirs en 2021.

### En club
FC Porto
- Champion du Portugal en 2020.
  - Vice-champion du Portugal en 2021.
- Vainqueur de la Supercoupe du Portugal en 2018 et 2020.
- Vainqueur de l'UEFA Youth League en 2019.
- Vainqueur de la Coupe du Portugal en 2020.